# بیل کیچ
بیل کیچ (انگلیسی: Bill Keech; ۳۰ آوریل ۱۸۷۲ – ۶ سپتامبر ۱۹۴۸) بازیکن فوتبال اهل بریتانیا بود.
از باشگاه‌هایی که در آن بازی کرده‌است می‌توان به باشگاه فوتبال لیورپول، باشگاه فوتبال برنتفورد، باشگاه فوتبال ولینگ‌بورو تاون، باشگاه فوتبال بارنزلی، باشگاه فوتبال بارنزلی، باشگاه فوتبال بلکپول، باشگاه فوتبال لستر سیتی، و باشگاه فوتبال کویینز پارک رنجرز اشاره کرد.